# Sebastian Kolze Changizi
Sebastian Kolze Changizi (* 29. Dezember 2000 in Silkeborg) ist ein dänischer Radrennfahrer.

## Sportlicher Werdegang
Mit dem Radsport begann Kolze Changizi im Alter von 13 Jahren beim Silkeborg IF Cykling. Als Junior war er Mitglied der Nationalmannschaft und machte mehrfach durch vordere Platzierungen auf sich aufmerksam. Nach dem Wechsel in die U23 fuhr er 2019 zunächst für das dänische AURA Energi-JS.dk, bevor er 2020 Mitglied im norwegischen UCI Continental Team Coop wurde. In der Saison 2020 war er zunächst auf nationaler Ebene erfolgreich, wo er bei allen drei Rennen des Demin Cup auf dem Podium stand und sich die Gesamtwertung sicherte. In der Saison 2022 erzielte Kolze Changizi seinen ersten Erfolg auf der UCI Europe Tour, als er die vierte Etappe des Flèche du Sud im Sprint gewann. Im Trikot der U23-Nationalmansschaft überzeugte er im UCI Nations’ Cup U23 durch einen Etappensieg bei der U23-Friedensfahrt, den zweiten Platz bei Gent–Wevelgem / Kattekoers–Ieper sowie zwei zweite Etappenplätze bei der Tour de l’Avenir. Im August wurde er Stagiaire beim UCI WorldTeam Cofidis, ein Anschlussvertrag kam jedoch nicht zustande.
Zur Saison 2023 wurde Kolze Changizi Mitglied im Tudor Pro Cycling Team, das erstmals als UCI ProTeam lizenziert wurde.

## Erfolge
2018
- eine Etappe La Coupe du Président de la Ville de Grudziądz

2022
- Mannschaftszeitfahren Kreiz Breizh Elites
- eine Etappe Course de la Paix Grand Prix Jeseníky
- eine Etappe Flèche du Sud